# Broadway Love
Broadway Love é um filme mudo norte-americano de 1918, do gênero romance, dirigido por Ida May Park e estrelado por Lon Chaney. Uma cópia de Broadway Love encontra-se conservada no arquivo de filme de George Eastman House.

## Elenco
- Dorothy Phillips - Midge O'Hara
- Juanita Hansen - Cherry Blow
- William Stowell - Henry Rockwell
- Harry von Meter - Jack Chalvey
- Lon Chaney - Elmer Watkins
- Gladys Tennyson - Sra.Watkins
- Eve Southern - Drina